# Francisco Maria da Cruz Jordan
Francisco Maria da Cruz Jordan, SDS, (16 de junho de 1848 - 08 de setembro de 1918) foi um padre alemão e fundador da Sociedade do Divino Salvador e da Congregação das Irmãs do Divino Salvador. Foi beatificado em 2021, em Roma, pelo Cardeal Angelo De Donatis, por autorização do Papa Francisco.

## História
Nasceu em Gurtweil, um pequeno lugar a sudoeste de Baden, a poucos quilômetros da capital do distrito de Waldshut, perto da fronteira com a Suíça, em 16 de junho de 1848. Filho de Lourenço e Notburga Peter. No dia seguinte foi batizado na Igreja paroquial, dedicada a São Simão e São Judas, com o nome de João Batista.
Tendo crescido em uma família pobre, não pôde realizar seu sonho de se tornar padre, ainda como adolescente já havia tomado consciência de sua vocação no momento de sua primeira comunhão. Depois de concluir a escola primária, trabalhou como operário e pintor-decorador, viajando por tudo o que até então era a Alemanha. Ele se deu conta da situação espiritual difícil de sua pátria e dos demais países europeus. As pessoas abandonavam a Deus e perdiam a fé. O estado limitava a Igreja no desempenho de sua missão (Kulturkampf). Todas estas experiências fortificaram a fé de Jordan e tornaram mais clara sua convicção de ter sido chamado ao sacerdócio. Finalmente decidiu seguir sua vocação e iniciar os estudos de teologia.
Em 1869 começou a ter aulas particulares com seus amigos sacerdotes de Waldshut, e depois disso estudou no Liceu de Constança. Durante seus estudos secundários Jordan teve que se esforçar muito, mas ao mesmo tempo, apesar de suas dificuldades com os estudos, desenvolveu seu talento para os idiomas. No exame de graduação apresentou um ensaio em oito idiomas europeus e outro em quatro idiomas.
Em 1874, João Batista começou seus estudos de Teologia e Filologia na Universidade Albert Ludwig de Friburgo de Brisgovia. Depois de concluí-los com êxito, iniciou sua preparação para o sacerdócio no Seminário de São Pedro, perto da mesma cidade. Aproveitou o tempo dos estudos teológicos para aprofundar sua fé e sua espiritualidade.
Continuou recebendo os sacramentos com regularidade, como era acostumado a fazer desde a infância e dedicou muito tempo à oração. Também começou a escrever o seu Diário Espiritual, no qual anotou suas ideias mais importantes, até sua morte. Este diário se converteu em uma valiosa fonte para conhecer sua personalidade e seu perfil espiritual.
No dia 21 de julho de 1878, Jordan foi ordenado sacerdote e mais tarde, por ordem de seu bispo, foi para Roma a fim de iniciar os estudos de línguas orientais: sírio, aramaico, copta, árabe, hebraico e grego.

## Fundação da Sociedade do Divino Salvador
Desde a época de seus estudos de Teologia, crescia sua convicção de que estava sendo chamado por Deus para fundar uma nova frente apostólica na Igreja, na qual seus membros poderiam defender a fé e contribuir na proclamação de que Jesus Cristo é o único Salvador. Tal convicção ficou ainda mais forte durante uma viagem ao Oriente Médio em 1880. Depois de regressar a Roma, começou a implementar sua ideia de fundar uma comunidade de religiosos e leigos com o fim apostólico mencionado.
Esta comunidade seria organizada em três grupos chamados “graus”: o primeiro para aqueles que, como os Apóstolos, deixam tudo e, vivendo em comunidade, se dedicam por inteiro a proclamar a Boa Nova; o segundo para os acadêmicos, os quais propagam as verdades divinas através de publicações e o terceiro para os leigos que, permanecendo em suas famílias e dentro da realidade de sua vida cotidiana, proclamariam o Salvador, sobretudo com o testemunho de uma boa vida cristã.
A obra do Padre Jordan recebeu o nome de Sociedade Apostólica Instrutiva, e no dia 8 de dezembro de 1881, seu primeiro grau teve início oficialmente em Roma, na Praça Farnese 96. Um ano depois o nome foi mudado para Sociedade Católica Instrutiva, e em novembro de 1882, a crescente comunidade se mudou com o Padre Jordan para um edifício em Borgo Vecchio 165, que se transformou em sua Casa Mãe.
Vários meses depois, a estrutura se transformou em duas congregações religiosas, uma de homens e outra de mulheres. Alguns anos mais tarde, a comunidade de mulheres se separou de Jordan e se converteu nas Irmãs de Nossa Senhora das Dores. Em 1893 a comunidade dos homens recebeu o seu nome atual: Sociedade do Divino Salvador.
O Padre Jordan se dedicou totalmente ao desenvolvimento de seu Instituto como fundador, guia espiritual e superior geral. Esta múltipla função não foi fácil para ele, uma vez que exigia um grande esforço, sobretudo quando enfrentou diferentes dificuldades administrativas, financeiras e pessoais. Contudo, lhe proporcionou uma profunda alegria interna, baseada em sua confiança inabalável na Divina Providência e em sua profunda convicção de que era a maneira de dar vida à sua vocação de fundador e de contribuir para a salvação das almas.
Graças à sua grande determinação, fundou uma segunda congregação religiosa feminina (as Irmãs do Divino Salvador) em 1888 com Teresa von Wuellenweber (Bem Aventurada Maria dos Apóstolos).
Em 1915, por causa da Primeira Guerra Mundial, os dirigentes da Sociedade, junto com o Padre Jordan, se viram obrigados a se mudar de Roma para a Suíça, que estava neutra na guerra. Depois de se retirar da administração da Sociedade no Capítulo Geral de 1915, o Padre Jordan passou os últimos três anos de sua vida em Friburgo (Suíça). Morreu em um pequeno hospital em Tafers, perto de Friburgo, no dia 8 de setembro de 1918, sendo sepultado na igreja paroquial local.